# نیروگاه برق آبی لاکا
نیروگاه برق آبی لاکا (به لاتین: Laúca Hydroelectric Power Station) یک سد وزنی و نیروگاه برقابی در آنگولا است که در استان مالانژه واقع شده‌است.